# Ляуданьщизна
Ляуданьщизна (пол. Laudańszczyzna) — село в Польщі, у гміні Суховоля Сокульського повіту Підляського воєводства.
Населення — 120 осіб (2011).
У 1975-1998 роках село належало до Білостоцького воєводства.

## Демографія
Демографічна структура станом на 31 березня 2011 року:
|          | Загалом | Допрацездатний вік | Працездатний вік | Постпрацездатний вік |
| -------- | ------- | ------------------ | ---------------- | -------------------- |
| Чоловіки | 50      | 9                  | 34               | 7                    |
| Жінки    | 70      | 13                 | 34               | 23                   |
| Разом    | 120     | 22                 | 68               | 30                   |